# Президентски избори в Португалия (2021)
Президентските избори в Португалия през 2021 г. се провеждат на 24 януари. Действащият президент Марселу Рибелу ди Соза е преизбран за втори мандат.
Изборите се провеждат по време на пандемията на COVID-19 и Португалия е под блокада от деня на изборите. Президентът Марсело Ребело де Соуза е преизбран с убедителни резултати, като спечели 60,7% от гласовете. Той печели във всички окръзи на страната и всички 308 общини, резултат, който се случи за първи път в страната. Изборите бележат и възхода на десния кандидат Андре Вентура, председател на консервативната и евроскептична партия Стига!, която се класира на 3–то място с почти 12% от гласовете. На второ място е бившият евродепутат и посланик Ана Гомеш, която печели 13% от гласовете, най-добър постигнат резултат от кандидат за президент–жена на изборите. Всеки от останалите кандидати не получават повече от 5%.
Общата избирателна активност на тези избори спада до 39,3%, спад от 9 процентни пункта, главно поради автоматичната регистрация на гласоподаватели в чужбина. Тази практика увеличава броя на регистрираните избиратели до почти 11 милиона. Само в Португалия избирателната активност е 45,45%, което е спад от 4,6 процентни пункта в сравнение с изборите през 2016 г. Това е най-ниският спад в избирателната активност на избори с действащ президент от 1980 г.

## Резултати
| Кандидати                                     | Кандидати                                     | Подкрепа от политически сили                                              | Първи тур  | Първи тур |
| Кандидати                                     | Кандидати                                     | Подкрепа от политически сили                                              | Гласове    | %         |
| --------------------------------------------- | --------------------------------------------- | ------------------------------------------------------------------------- | ---------- | --------- |
|                                               | Марселу Рибелу ди Соза                        | Социалдемократическа партия, Социалдемократически център – Народна партия | 2 531 692  | 60,66     |
|                                               | Ана Гомеш                                     | Хора–животни–природа (PAN), Livre                                         | 540 823    | 12,96     |
|                                               | Андре Вентура                                 | Стига!                                                                    | 497 746    | 11,93     |
|                                               | Жоао Ферейра                                  | Португалска комунистическа партия, Екологична партия „Зелените“           | 179 764    | 4,31      |
|                                               | Мариса Матиас                                 | Ляв блок, Социалистическо алтернативно движение                           | 165 127    | 3,96      |
|                                               | Тиаго Маян Гонкалвес                          | Либерална инициатива                                                      | 134 991    | 3,23      |
|                                               | Виторино Силва                                | Reagir–Incluir–Reciclar (R.I.R.)                                          | 123 031    | 2,95      |
| Действителни гласове                          | Действителни гласове                          | Действителни гласове                                                      | 4 173 174  | 100,00    |
| Празни бюлетини                               | Празни бюлетини                               | Празни бюлетини                                                           | 47 164     | 1,11      |
| Невалидни бюлетини                            | Невалидни бюлетини                            | Невалидни бюлетини                                                        | 38 018     | 0,89      |
| Общо                                          | Общо                                          | Общо                                                                      | 4 258 356  |           |
| Регистрирани избиратели/избирателна активност | Регистрирани избиратели/избирателна активност | Регистрирани избиратели/избирателна активност                             | 10 847 434 | 39,26     |
| Източник: Национална избирателна комисия      |                                               |                                                                           |            |           |